# Кобасичари
Кобасичари су насељено место у општини Капела, Република Хрватска.

## Историја
До територијалне реорганизације у Хрватској насеље се налазило у саставу бивше велике општине Бјеловар.

## Други светски рат
Из села Ласовца протеране су 23 српске староседелачке породице, из села Ровишта 90, из села Кобасичара општине Капеле 70, из вароши Бјеловара 70 и из села Беденчака 7, из Скуцане 26, из Рибњачке 15, из Горње Средице 12, из Велике Писанице 180, из Пољанчана 4, Тврде Ријеке 3 итд.

## Становништво
На попису становништва 2011. године, Кобасичари су имали 189 становника.
| Националност       | 1991.        | 1981.       | 1971.        | 1961.        |
| Хрвати             | 106 (48,40%) | 86 (40,56%) | 92 (40,00%)  | 115 (47,32%) |
| Срби               | 81 (36,98%)  | 70 (33,01%) | 134 (58,26%) | 126 (51,85%) |
| Југословени        | 18 (8,21%)   | 55 (25,94%) | 2 (0,86%)    | 0            |
| остали и непознато | 14 (6,39%)   | 1 (0,47%)   | 2 (0,86%)    | 2 (0,82%)    |
| Укупно             | 219          | 212         | 230          | 243          |

## Попис 1991.
На попису становништва 1991. године, насељено место Кобасичари је имало 219 становника, следећег националног састава:
| Попис 1991.‍  | Попис 1991.‍  | Попис 1991.‍ | Попис 1991.‍ | Попис 1991.‍ |
| ------------ | ------------ | ----------- | ----------- | ----------- |
|              |              |             |             |             |
| Хрвати       | Хрвати       |             | 106         | 48,40%      |
| Срби         | Срби         |             | 81          | 36,98%      |
| Југословени  | Југословени  |             | 18          | 8,21%       |
| Словенци     | Словенци     |             | 1           | 0,45%       |
| Црногорци    | Црногорци    |             | 1           | 0,45%       |
| неопредељени | неопредељени |             | 9           | 4,10%       |
| непознато    | непознато    |             | 3           | 1,36%       |
| укупно: 219  |              |             |             |             |